# 5 iunie
ianuarie • februarie • martie  • aprilie  • mai  • iunie  • iulie  • august  • septembrie  • octombrie  • noiembrie  • decembrie
5 iunie este a 156-a zi a calendarului gregorian și ziua a 157-a în anii bisecți. Mai sunt 209 zile până la sfârșitul anului.

## Evenimente
- 8498 î.Hr.: După calcul începe Calendarul mayaș.
- 0774: După Înfrângerea longobarzilor, Carol cel Mare se proclamă „Rex Francorum et Langobardorum“ (Rege al francilor și longobarzilor).
- 1224: Împăratul Frederic al II-lea a fost fondat Universitatea din Napoli.
- 1288: Bătălia de la Worringen a sfârșit războiul de succesiune pentru Limburg.
- 1446: Dieta Ungariei îl alege pe Iancu de Hunedoara în funcția de guvernator general.
- 1654: Cristina a Suediei a abdicat de la tron.
- 1806: Napoleon Bonaparte îl numește pe fratele său Louis Bonaparte Rege al Olandei.
- 1915: Danemarca adoptă constituția prin care se permite și femeilor să voteze.
- 1935: Corneliu Zelea Codreanu înființează Partidul Totul pentru Țară, expresia politică a Mișcării Legionare.
- 1937: Lucian Blaga a rostit discursul de recepție la Academia Română intitulat „Elogiul satului românesc".
- 1944: Al Doilea Război Mondial: Mai mult de 1000 de bombardiere britanice aruncă 5000 de tone de bombe pe coasta Normandiei în pregătirea zilei Z.
- 1947: A fost făcut public planul Marshall, de către George Marshall, senator de stat al SUA, de ajutorare a țărilor din Europa Occidentală devastate de cel de-al doilea război mondial. Aplicarea acestuia a început de la 3 aprilie 1948, fiind în vigoare până în luna iulie 1951.
- 1967: Începe războiul de șase zile: Forțele aeriene israeliene lansează atacuri simultane asupra Egiptului, Iordaniei și Siriei.
- 1968: Robert F. Kennedy, candidat la președinția SUA, este împușcat la „Ambassador Hotel" în Los Angeles, California, de către Sirhan Sirhan.
- 1970: Prima expoziție retrospectivă a lui Constantin Brâncuși, în Europa, la Muzeul de Artă al Republicii Socialiste România.
- 1973: Ilie Năstase a câștigat turneul de tenis de la Roland Garros.
- 1975: Canalul Suez se redeschide traficului internațional (închis în urma războiului de șase zile), iar Egiptul preia controlul celor două maluri.
- 1983: Anișoara Cușmir realizează un nou record mondial la săritura în lungime - 7,43 m.
- 2002: La Institutul de boli cardiovasculare „Prof. Dr. C.C. Iliescu ” din București a fost efectuat primul autotransplant cardiac, intrevenție chirurgicală constând în explantarea cordului pacientului, repararea și redimensionarea în afara corpului pacientului și reimplantarea sa.
- 2017: Muntenegru aderă oficial la NATO, devenind al 29-lea stat membru.

## Nașteri
- 1660: Sarah Churchill, Ducesă de Marlborough (d. 1744)
- 1656: Joseph Pitton de Tournefort, botanist francez (d. 1708)
- 1723: Adam Smith, economist scoțian (d. 1790)
- 1760: Johan Gadolin, chimist finlandez (d. 1852)
- 1771: Ernest Augustus I de Hanovra, rege al Hanovrei (d. 1851)
- 1779: Gheorghe Lazăr, cărturar iluminist român (d. 1823)
- 1805: Jacob Niclas Ahlström, compoztor suedez (d. 1857)
- 1819: John Couch Adams, matematician britanic (d. 1892)
- 1830: Carmine Crocco, bandit italian (d. 1905)
- 1859: Constantin I. Nottara, actor, director de scenă, profesor român (d. 1935)
- 1862: Allvar Gullstrand, oftalmolog suedez, laureat al Premiului Nobel pentru Medicină în anul 1910
- 1871: Nicolae Iorga, istoric, scriitor, publicist și om politic român (asasinat) (d. 1940)
- 1878: Pancho Villa, revoluționar mexican (d. 1923)
- 1883: John Maynard Keynes, economist britanic (d. 1946)
- 1884: Ralph Benatzky, compozitor austriac (Im weißen Rößl) (d. 1957)
- 1898: Federico Garcia Lorca, poet și dramaturg spaniol (d. 1936)
- 1900: Dennis Gabor, inginer maghiar-britanic, laureat al Premiul Nobel pentru Fizică|Premiului Nobel pentru Fizică (d. 1979)
- 1903: Stephan Roll, poet și prozator român (d. 1974)
- 1908: Franco Rol, pilot italian de Formula 1 (d. 1977)
- 1909: Henry Levin, regizor american de film (d. 1980)
- 1912: Alexandru Todea, cardinal român (d. 2002)
- 1928: Umberto Maglioli, pilot italian de Formula 1
- 1933: Olimpia Berca, critic istoric și literar și stilistician român (d. 2014)
- 1933: William Kahan, matematician și informatician canadian
- 1933: Dan Mihăescu, umorist, scenarist și regizor român (d. 2013)
- 1941: Martha Argerich, pianist argentinian
- 1944: Whitfield Diffie, criptograf american
- 1945: John Carlos, atlet american
- 1946: Luminița Dobrescu, cântăreață română
- 1946: Stefania Sandrelli, actriță italiană
- 1949: Ken Follett, scriitor britanic
- 1950: Johannes Voggenhuber, membru al Parlamentului European în perioada 1999-2004 din partea Austriei
- 1951: Fernando Lugo, politician paraguayan, președinte al Paraguayului (2008-2012)
- 1952: Nicko McBrain, muzician și baterist britanic (Iron Maiden)
- 1953: Gheorghe Mocuța, poet român (d. 2017)
- 1956: Roger Michell, regizor de teatru, film și televiziune sud-african
- 1957: Thomas Kling, poet german
- 1962: Astrid a Belgiei, Arhiducesă de Austria-Este
- 1965: Béla Sóki, politician român
- 1966: Irina Movilă, actriță română de film
- 1971: Mark Wahlberg, actor și producător american
- 1977: Enver Ablaev, schior ucraineano-uzbec
- 1979: David Bisbal, cântăreț spaniol
- 1979: Vasile-Cătălin Drăgușanu, politician român
- 1980: Horațiu Pașca, antrenor român de handbal
- 1981: Octavian Strunilă, actor și regizor român
- 1982: Valentina Ardean-Elisei, jucătoare română de handbal
- 1985: Rubén de la Red, fotbalist spaniol
- 1989: Roxana Cocoș, halterofilă română
- 1993: Alina Rotaru, săritoare în lungime română
- 1998: Jaqueline Cristian, jucătoare română de tenis
- 1998: Iulia Lipnițkaia, patinatoare artistică rusă

## Decese
- 1316: Regele Ludovic X al Franței (n. 1289)
- 1752: Carl I Ludwig Frederick, Duce de Mecklenburg-Strelitz, tatăl reginei Charlotte a Marii Britanii (n. 1708)
- 1826: Carl Maria von Weber, compozitor german (n. 1786)
- 1854: Jenaro Pérez Villaamil, pictor spaniol (n. 1807)
- 1900: Stephen Crane, scriitor american (n. 1871)
- 1910: O. Henry, scriitor american (n. 1862)
- 1977: Martí Ventolrà, fotbalist spaniol (n. 1906)
- 1998: Jeanette Nolan, actriță americană (n. 1911)
- 2004: Ronald Reagan, cel de-al 40-lea președinte al SUA (1981-1989) (n. 1911)
- 2008: Eugenio Montejo, eseist și poet din Venezuela
- 2012: Ray Bradbury, scriitor american (n. 1920)
- 2020: Viorel Comănici, actor român (n. 1941)

## Sărbători
- Sf. Mc. Dorotei, Episcopul Tirului; Sf. Mucenici Marchian, Nicandru și Leonid (calendar ortodox)
- Sf. ep. m. Dorotei al Tirului (caledar greco-catolic).
- Sf. Bonifaciu,  misionar, „apostolul germanilor” (calendar romano-catolic, evanghelic, anglican)
- Ziua Mondială a Mediului (ONU) (din 1972)
- Danemarca: Grundlovsdag (Ziua Constituției). Sărbatoare națională (1849)
- Seychelles: Ziua națională
- România: Ziua Învățătorului